# Lingua cochimí

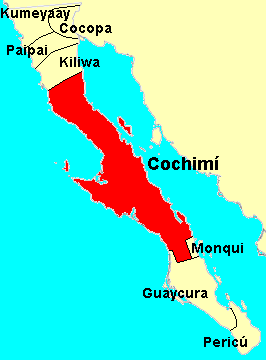
Area in cui si parlava originariamente, il cochimí.

La lingua cochimí era la lingua parlata dal popolo Cochimì, ed era originariamente la lingua parlata nella maggior parte della Bassa California, come venne attestato da documenti dei missionari gesuiti spagnoli del XVIII secolo.
Si ritiene che il cochimì si sia estinto all'inizio del XX secolo
I moderni locutori "cochimi" in realtà parlano un dialetto della lingua kumeyaay (anche chiamato 'Diegueño del Centro').
C'erano due dialetti principali del cochimí: settentrionale e meridionale; la linea di demarcazione tra i due dialetti passava, approssimativamente per la Missione di San Ignacio Kadakaamán, nella parte nord dell'attuale stato della Bassa California del Sud.
I testi gesuiti  dimostrano che la lingua era correlata con altri linguaggi della famiglia linguistica yumana della regione del fiume Colorado. Si è ritenuto si trattasse  della lingua più divergente della famiglia, quindi spesso la famiglia viene denominata Yuman-Cochimí per riflettere questo fatto.
Sulla base di studi glottocronologici, si ritiene che la differenziazione tra il cochimi e le altre lingue yumane debba essere avvenuta verso il 1000 aC.

## Un testo cochimí
Quello che segue è il Pater Noster nel dialetto di San Ignacio Kadakaamán, come riportato da Francisco Javier Clavijero sulla base dei lavori dei missionari Barco e Ventura, andati perduti.
Va-bappa amma-bang miarnu,
rna-rnang-ajua huit maja tegem:
amat-mathadabajua ucuem:
kern-rnu-jua arnrna-bang vahi-mang amat-a-nang la-uahim.
 Teguap ibang gual güieng-a.vit-a-jua ibang-a-nang packagit:
 -mut-pagijua abadakegem, rnachi uayecgjua packabaya..guern:
 kazet-aduangarnuegnit,pacurn:
 guangrnayi-acg packadabanajarn.
Amén.